# Nahanni nationalpark

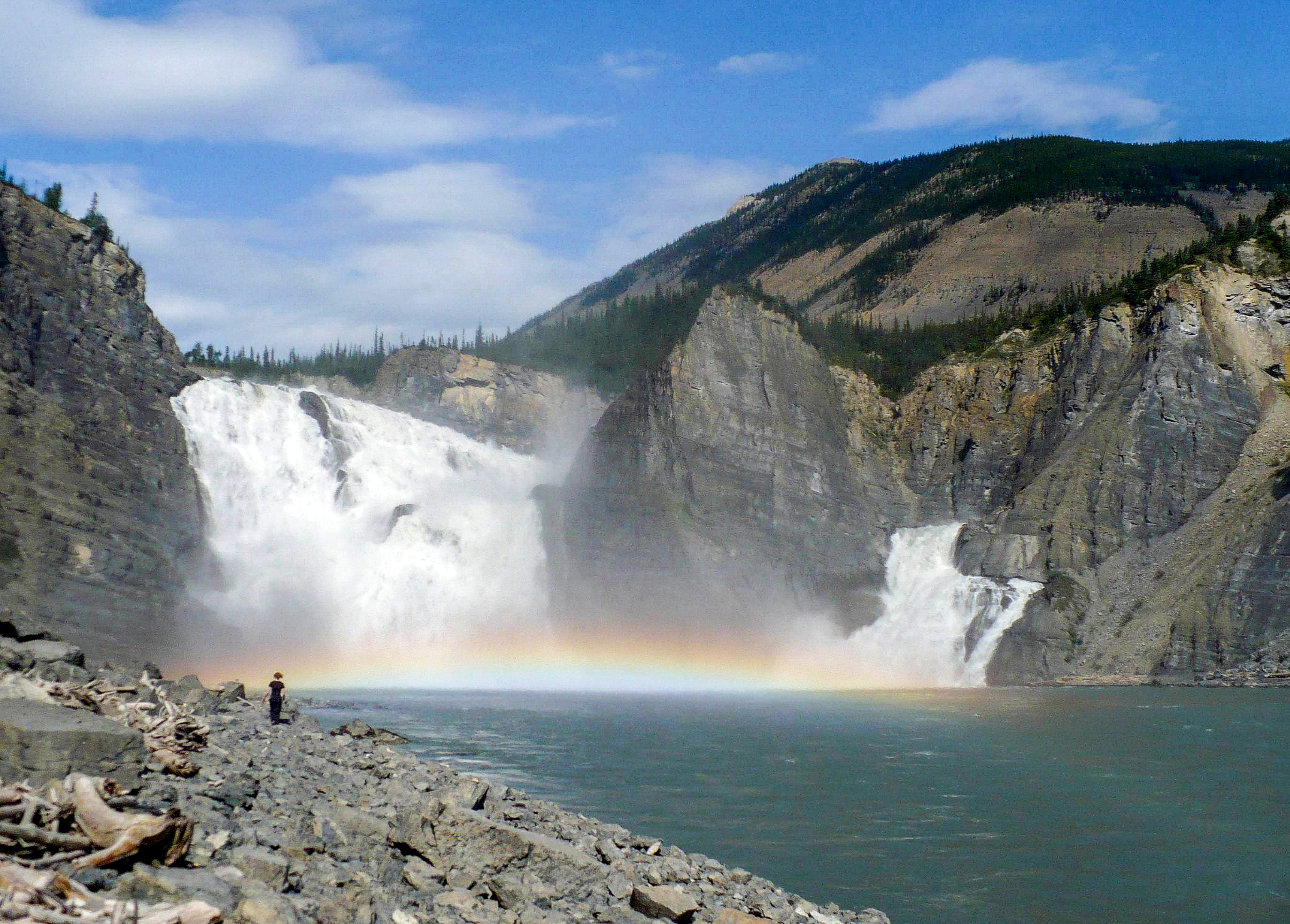
Virginiafallen.

Nahanni nationalpark i Northwest Territories i Kanada, omkring 600 km väster om Yellowknife, skyddar en del av Mackenzie Mountains naturmarker. Parken är 11 602 km² stor. Centrala området i parken är Södra Nahanni-floden. Fyra stora kanjoner bildar denna spektakulära flod.
Vid Virginiafallen kastar sig floden ut för ett 90 meter högt dundrande vattenfall. Det är mer än dubbelt så högt som Niagarafallen. I mitten av vattenfallet sticker en berghäll upp, kallad Mason's Rock efter Bill Mason, den berömda kanadensiska kanotisten, författaren och filmmakaren. Det finns ett förslag att ändra namnet på fallet till Pierre Trudeau, efter en av Kanadas historiska premiärministrar.
Parkens varma svavelkällor, tundra, bergskedjor och skogen med gran och asp är hem för många fågelarter, fiskar och däggdjur. Ett besökscentrum i Fort Simpson har en utställning om områdets historia, kultur och geografi. Nationalparken blev uppsatt på Unescos världsarvslista år 1978.
Den bästa vägen att ta sig till Nahanni nationalpark är med sjöflygplan eller med helikopter. Nahanni har 3 500 besökare per år.